# هیسامیتسو کاواهارا
هیسامیتسو کاواهارا (انگلیسی: Hisamitsu Kawahara؛ زادهٔ ۲۴ نوامبر ۱۹۷۸) بازیکن فوتبال اهل ژاپن است که در تیم ملی فوتسال ژاپن بازی کرده‌است.